# Joaquín Esteva Parra
Joaquín Esteva Parra (Santiago de Cuba, Cuba; 3 de abril de 1830-Maracaibo, Venezuela; 28 de abril de 1905) fue un médico catedrático venezolano, considerado uno de los pioneros de la medicina científica en Venezuela.
Introdujo en Venezuela el tratamiento contra el paludismo por medio de inyecciones de quinina, medicación que en su momento evitó muchas muertes a causa de la enfermedad. Fue pionero en Venezuela en la especialidad médica Otorrinolaringología e inició la cirugía de amígdalas en el país. Fundó la hoy Escuela de Medicina de la Universidad del Zulia y se le considera el fundador de la medicina experimental en Venezuela.

## Datos biográficos
Joaquín Isidoro Esteva Parra nació en Santiago de Cuba, el 3 de abril de 1830. Su padre era don Juan Esteva y Costas, nacido en Blanes, Cataluña, y su madre doña Cornelia de la Parra y Osorio, venezolana nacida en el Estado Zulia. En 1836 sus padres salieron de Cuba y se radicaron en Venezuela, en la ciudad de Maracaibo. Esteva Parra tenía entonces seis años de edad y es en el Estado Zulia donde crece y se educa.
Cursó sus estudios de primaria y de bachillerato en Maracaibo. Se trasladó luego a Caracas para realizar sus estudios de medicina en la Universidad Central de Venezuela, donde el 12 de diciembre de 1852 obtuvo el título de médico. Comienza entonces su carrera profesional, que dejará un legado importante en el campo de la medicina y del desarrollo sanitario de su país.

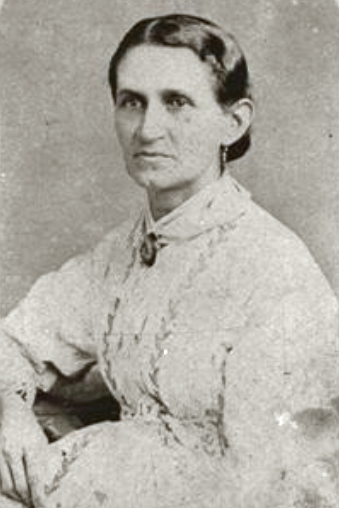
Leonor Isabel Esteva Parra de Luzardo, hermana de Joaquín Esteva Parra y origen de sus actuales descendientes en Venezuela

Esteva Parra se casó en Maracaibo, el 28 de marzo de 1891, con Luisa Rafaela Jiménez Esteva, nacida en Maracaibo, Estado Zulia. El matrimonio tuvo dos hijas, Leonor Isabel y Adela Esteva Jiménez. Su descendencia en Venezuela es la rama familiar de su hermana Leonor Isabel Esteva Parra de Luzardo. El jurista venezolano Néstor Luis Pérez Luzardo y el político venezolano Hilarión Cardozo Esteva, son descendientes consanguíneos del Dr. Esteva Parra por línea materna.
Falleció el 25 de abril de 1905, en su residencia del sector “Los Haticos” de Maracaibo. Sus restos reposan en el “Cementerio Cuadrado” de esa ciudad.

## El comienzo de su carrera
Esteva Parra comienza su labor profesional en 1852. Tiene entonces 22 años y sus primeras prácticas las realiza en Caracas, al lado del doctor José María Vargas. En el año 1854 regresa a Maracaibo, ciudad donde por entonces se aplicaba con frecuencia la medicina tradicional y no existían estudios médicos superiores. Los jóvenes que deseaban estudiar medicina debían trasladarse a Caracas y casi ninguno podía lograrlo. A la capital se llegaba solo por barco y se requería de pasaporte, porque era necesaio hacer escala en Curazao para llegar al Puerto de La Guaira. De allí hasta Caracas el camino era un interminable sendero de precipicios, fieras y asaltantes.
La situación precaria de la medicina en el Estado Zulia indujo a Esteva Parra a iniciar un proyecto de arduo camino: crear los estudios superiores de medicina en Maracaibo. La idea fue percibida como una utopía por muchos personeros influyentes de la época y no contó en consecuencia con ningún apoyo por parte del gobierno. Sin embargo, Esteva Parra ya se había dado a conocer como médico en el Estado Zulia y ello jugó un papel decisivo en la realización del proyecto. Había llegado de la capital irrumpiendo las curas tradicionales y contaba con numerosa clientela. Entre otras cosas porque había logrado eliminar el dolor de las intervenciones quirúrgicas utilizando por primera vez en Venezuela el cloroformo. Esto había ocurrido en Maracaibo, en 1853, cuando lo utilizó como anestésico para amputar una pierna.

## La Escuela de Medicina del Zulia

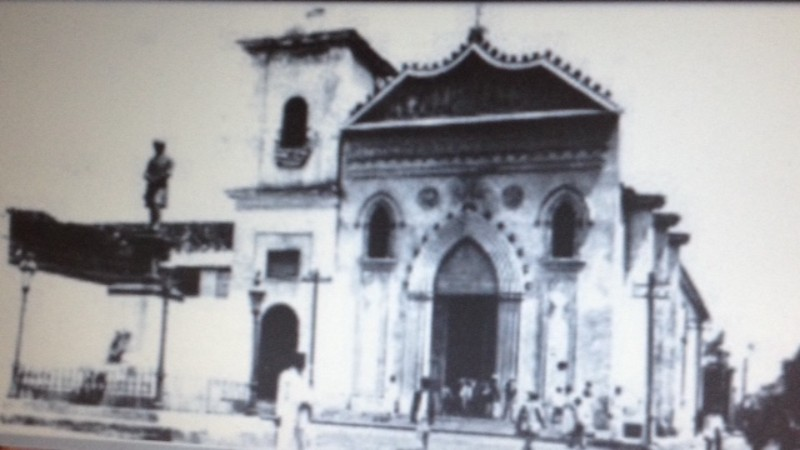
Sede del Colegio Nacional de Maracaibo, hoy en día Universidad del Zulia, donde Joaquín Esteva Parra inició los estudios de Medicina.

Esteva Parra reunió a los jóvenes marabinos que deseaban ser médicos y “se responsabilizó de la enorme tarea de crear un centro de estudios”. El Colegio Nacional de Maracaibo, convertido años más tarde en Colegio Federal del Zulia y posteriormente en Universidad del Zulia, era la única institución de educación superior en la región y, por lo tanto, el lugar indicado para desarrollar el proyecto. Los estudios de medicina se iniciaron allí y, el 15 de septiembre de 1854, Esteva Parra comenzó a impartir su primer curso, encargándose de las cátedras de Anatomía, Fisiología e Higiene. Muy pronto se unieron a colaborar con él en la enseñanza algunos colegas médicos que lo habían apoyado desde el comienzo, entre ellos el Dr. Ausencio María Peña y Dr. Ricardo Espinal.
Con las cátedras funcionando y los estudios de medicina en marcha, Esteva Parra comenzó a orientar cada vez más la enseñanza hacia la medicina experimental. En 1856 creó un Anfiteatro de Anatomía, donde se prepararon piezas anatómicas y esqueletos para la formación de los alumnos, muy completo en comparación con las iniciativas anteriores realizadas en Venezuela. En el año 1858 completaría la labor creando, con sus propios recursos, el laboratorio de la escuela de medicina para las cátedras de Química y Farmacia. Los estudios de medicina del Estado Zulia se convirtieron así en un núcleo de enseñanza superior completo y, en 1860, egresaría la primera promoción de la joven casa de estudios.

## Los años en Francia

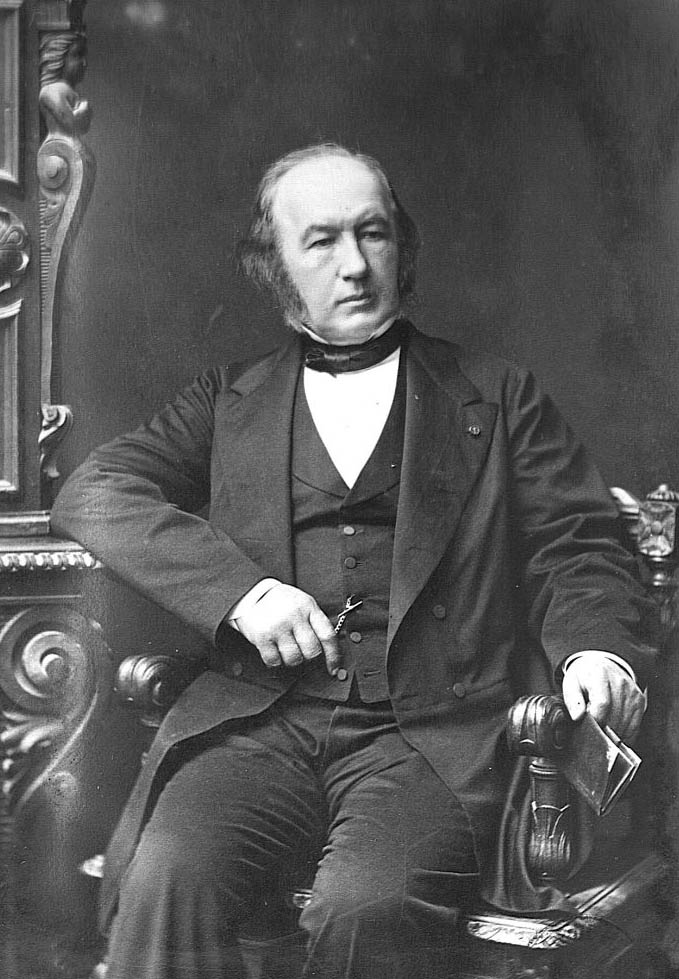
Claude Bernard, maestro de Joaquín Esteva Parra en Francia

A fin de traer a la Escuela de Medicina lo más reciente en los estudios de la carrera, Esteva Parra decidió viajar a Francia y permanecer en París algunos años. La ciudad de París era por entonces un centro mundial de avances médicos. Los descubrimientos de Louis Pasteur en química y microbiología y de Claude Bernard, fundador de la medicina experimental, habían sentado las bases para el desarrollo de la medicina científica. Francia contaba además con instituciones de prestigio, como el Colegio de Francia y la Sorbona, cuyos laboratorios y bibliotecas de investigación figuraban entre los mejores de Europa. Esteva Parra salió de Maracaibo rumbo al Viejo Continente en el año 1859 y allí permaneció ocho años.
Al llegar a París revalidó su título y, como médico titular, comenzó a trabajar en centros hospitalarios. En Francia adquirió importantes conocimientos de grandes maestros de la época. En sus estudios y en sus prácticas estuvo en estrecho contacto con Claude Bernard, Charles Pierre Denonvilliers, Philibert Constant Sappey, Alfred Vulpian, Joseph-Francoise Malgaigne y Jean-Martin Charcot.

## El regreso a Venezuela
Regresó a Venezuela a principios del año 1867 y a su llegada a Maracaibo fue nombrado Rector del Colegio Nacional. Se ocupó especialmente de renovar los estudios de medicina que trece años antes había creado, colocándolos a la vanguardia y acordes con sus recientes experiencias en Francia.
Merece especial mención el haber inaugurado un departamento de Anatomía Histológica. Ésta era entonces una nueva disciplina que Esteva Parra había aprendido en París de Charles Philippe Robin, considerado el padre de la histología en Francia. Los ocho años de formación en París le habían permitido elaborar una extensa recopilación de preparaciones histológicas, archivo que donó en su totalidad al recién inaugurado Departamento de Histología, de la ya entonces llamada primera Escuela de Medicina del Zulia.

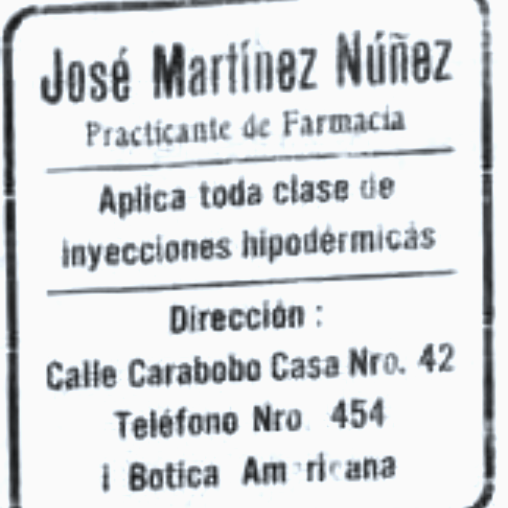
Aviso sobre inyecciones hipodérmicas publicado por el diario "El Fonógrafo" de Maracaibo en 1889. Esta práctica fue introducida en Venezuela por Joaquín Esteva Parra

Su equipaje contenía un importante material para el avance de la medicina venezolana de la época. Se trataba de “un caudal de los más modernos instrumentos requeridos para el empleo de diversas técnicas quirúrgicas”. “Los instrumentos aportados por el Dr. Esteva Parra provocaron importantes reformas científicas en Venezuela", contribuyendo en gran medida al desarrollo sanitario del país.
Trajo a Venezuela la primera jeringa, la “Jeringuilla de Pravaz”, diseñada por el médico francés Charles Gabriel Pravaz. La jeringa permitía administrar medicamentos a través de inyecciones hipodérmicas, procedimiento hasta entonces desconocido en Venezuela, que incrementaba el radio de acción en el tratamiento de las enfermedades.
La utilizó por primera vez en 1867 para administrar sulfato de quinina en casos de graves infecciones palúdicas, en los que era imposible administrar el medicamento por vía oral. Muchos enfermos de paludismo en estado de gravedad no tenían esperanzas de salvarse, debido a que el tratamiento más eficiente, la quinina, les resultaba imposible de tolerar por vía gastrointestinal. Las inyecciones salvaron muchas vidas en el Zulia y en todos los rincones de Venezuela, hasta donde se fue extendiendo el método para tratar casos graves de paludismo.

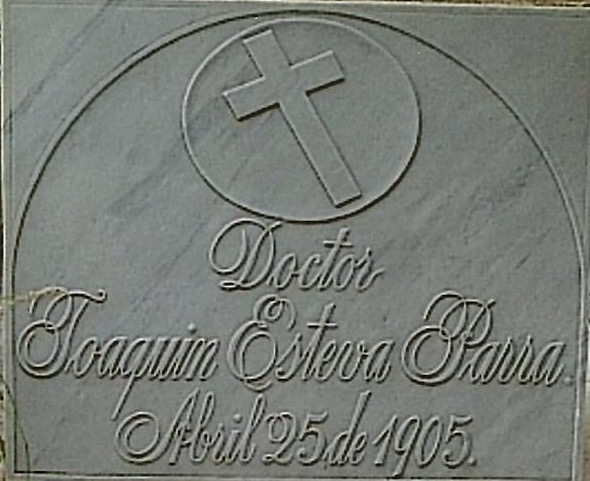
Lápida sobre la tumba de Joaquín Esteva Parra, en el cementerio "El Cuadrado" de Maracaibo.

Mención especial entre los instrumentos merece igualmente el Amigdalótomo de Fahnestock. Con él practicó Esteva Parra en 1867 en Maracaibo la primera amigdalotomía realizada en Venezuela, iniciando con ello la cirugía de amígdalas en el país. También introdujo en Venezuela el laringoscopio y está considerado el precursor de la especialidad de oídos, nariz y garganta en el país.
Entre sus intervenciones pioneras en Venezuela está el caso del Cateterismo de la Trompa de Eustaquio para el tratamiento de catarro crónico, que practicó por primera vez en la ciudad de Maracaibo en 1867. Igualmente la primera traqueotomía, que fue practicada por Esteva Parra en Maracaibo en 1869.
Sus intervenciones, instrumental y tratamientos representaron importantes innovaciones particularmente en el Estado Zulia, donde desarrolló la mayor parte de su carrera. Esteva Parra fue el primer cirujano en Venezuela en operar el cristalino por el "Método de Bression", intervención que realizó en Maracaibo. También practicó en Maracaibo la primera operación realizada en Venezuela en conductos lagrimales por el "Método de Weber". Fue igualmente el primero en extirpar pólipos uterinos con el "Constrictor de Chassaignac", intervención que también realizó en Maracaibo.
En Terapeuta médica fue igualmente innovador. Inició en Venezuela tratamientos desconocidos hasta entonces, como es el caso del uso de Bromuro de Potasio, a grandes dosis, para el tratamiento de la epilepsia y de algunas enfermedades neuropsiquiátricas. Igualmente el Bismuto, bajo la forma de subnitrato en altas dosis, para el tratamiento de disentería y diarreas crónicas.

## El Hospital Universitario
Joaquín Esteva Parra fue el promotor del Hospital Universitario de Maracaibo. A su iniciativa, lucha y constancia se debe que las autoridades médicas, públicas y privadas, al igual que las instancias gubernamentales involucradas, hayan comprendido lo que representaba un centro clínico de esa naturaleza y la necesidad del mismo para la medicina del país.

### Antecedentes

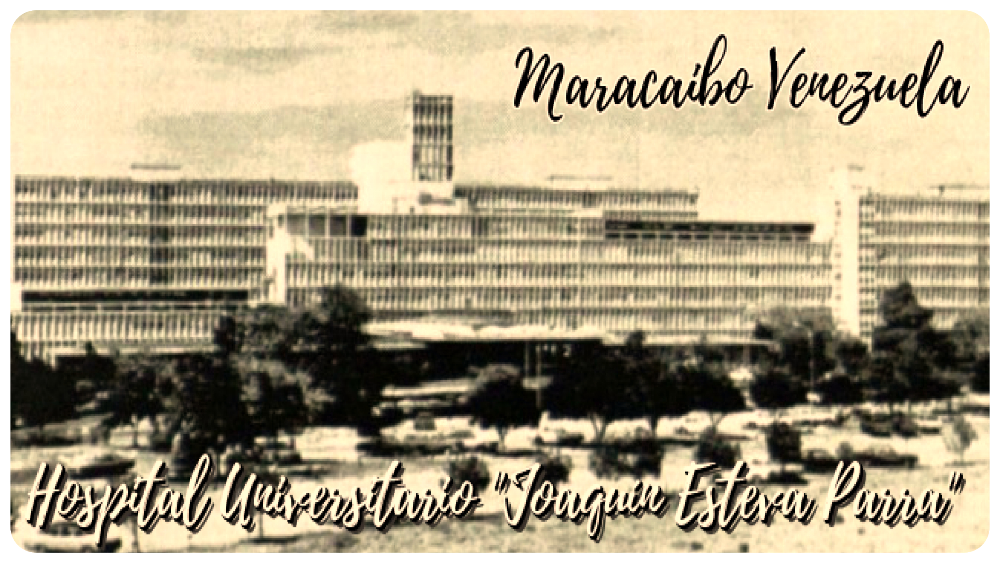
Tarjeta postal con el nombre original, Hospital Universitario "Joaquín Esteva Parra"

A mediados de 1800, los estudios médicos en Venezuela se realizaban solo de manera teórica, sin que el recién graduado hubiera visto nunca un enfermo o un cadáver. Esteva Parra tuvo la visión de crear, desde entonces, su conocida tesis sobre la práctica obligatoria de los estudiantes de Medicina en hospitales.
Durante 40 años divulgó esa tesis ante profesionales de la medicina y diferentes entidades privadas y gubernamentales. Por ello la Escuela de Medicina del Zulia fue la primera de Venezuela en contar con práctica universitaria dentro de un hospital. Ocurrió en 1894, cuando se creó en el Hospital Chiquinquirá de Maracaibo la primera cátedra de Clínica Quirúrgica del país.

### La gran cruzada
El corolario de su tesis lo constituye la cruzada que emprendió, durante medio siglo, para que Maracaibo contara con un Hospital Universitario, dedicado a la docencia e investigación médica. Un hospital comprometido con la universidad y ubicado en la zona de la Escuela de Medicina. La muerte lo sorprendió en 1905, a la edad de 75 años, sin ver realizado este proyecto, pero dejó bien sembrada su inquietud en la sociedad de la época.

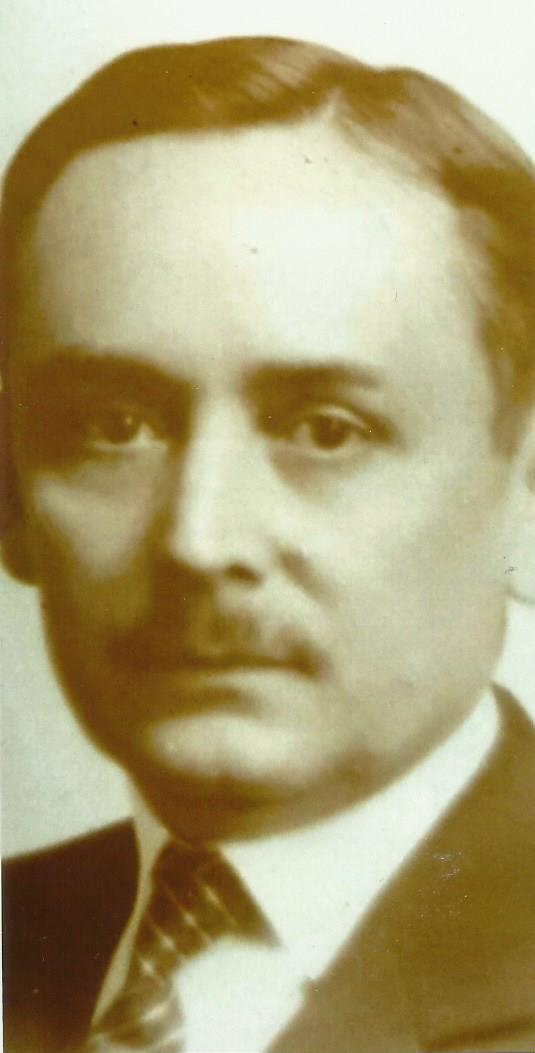
Ministro Néstor Luis Pérez Luzardo, pieza clave en el proceso de construcción de un hospital universitario para la ciudad de Maracaibo

En 1936 el destino colocó a su sobrino nieto Néstor Luis Pérez Luzardo frente al Ministerio de Fomento. Buen conocedor de la cruzada emprendida por su pariente, el ministro exigió a una empresa petrolera internacional, que operaba en el país, construir a cambio de impuestos un hospital dedicado a la docencia y cercano a la Escuela de Medicina.
Así nació el Hospital Quirúrgico de Maracaibo, construido con el mismo propósito junto a la Escuela de Medicina. El edificio de este primer hospital universitario fue remplazado en los años cincuenta por uno más moderno, que se llamaría Hospital Universitario “Joaquín Esteva Parra”. Por motivos relacionados con la transición de gobierno, entre la dictadura de Marcos  Pérez Jiménez y la democracia, el hospital nunca fue formalmente registrado con el nombre del ilustre. Ello a pesar de que, durante casi sesenta años, el Zulia ha solicitado una y otra vez cumplir la promesa de rendir oficialmente este homenaje.

## Reconocimientos a su labor
- Hospital Universitario de Maracaibo "Joaquín Esteva Parra".Desde el inicio de su construcción se decidió que este hospital, una de las obras de infraestructura más importantes en el Zulia entre 1950 y 1960, llevara su nombre. Por motivos relacionados con la transición de gobierno, entre la dictadura de Marcos Pérez Jiménez y la democracia, el hospital nunca fue formalmente registrado con el nombre del ilustre. Ello a pesar de que durante más de sesenta años, el Zulia ha solicitado una y otra vez cumplir la promesa de rendir oficialmente este homenaje.[25]

- Biblioteca “Joaquín Esteva Parra”: En honor al Dr. Joaquín Esteva Parra la biblioteca de la Facultad de Medicina de la Universidad del Zulia, inaugurada en septiembre de 1953, fue bautizada con su nombre.[26]

- Premio “Joaquín Esteva Parra”: En honor al Dr. Esteva Parra, el Colegio de Médicos del Estado Zulia otorga anualmente el “Premio Joaquín Esteva Parra”, al médico más destacado de la región por sus actividades científicas.[27]

- Busto de Joaquín Esteva Parra: El 3 de abril de 1930, al cumplirse el centenario de su nacimiento, se develó un busto del Dr. Esteva Parra frente al Hospital Central de Maracaibo. Años más tarde la estatua sería trasladada al pórtico de la Escuela de Medicina de la Universidad del Zulia,[13][28] de la cual fuera su fundador.

- Plaza “Joaquín Esteva Parra”: Joaquín Esteva Parra es el nombre de la plaza construida en los jardines de la Escuela de Medicina de La Universidad del Zulia.[28]

- Retrato: Un retrato del Dr. Esteva Parra se encuentra expuesto en el departamento de Otorrinolaringología del Hospital Universitario de Caracas, donde ocupa un lugar de honor por su condición de pionero en esa especialidad médica en Venezuela.[11]